# ZIL-2906

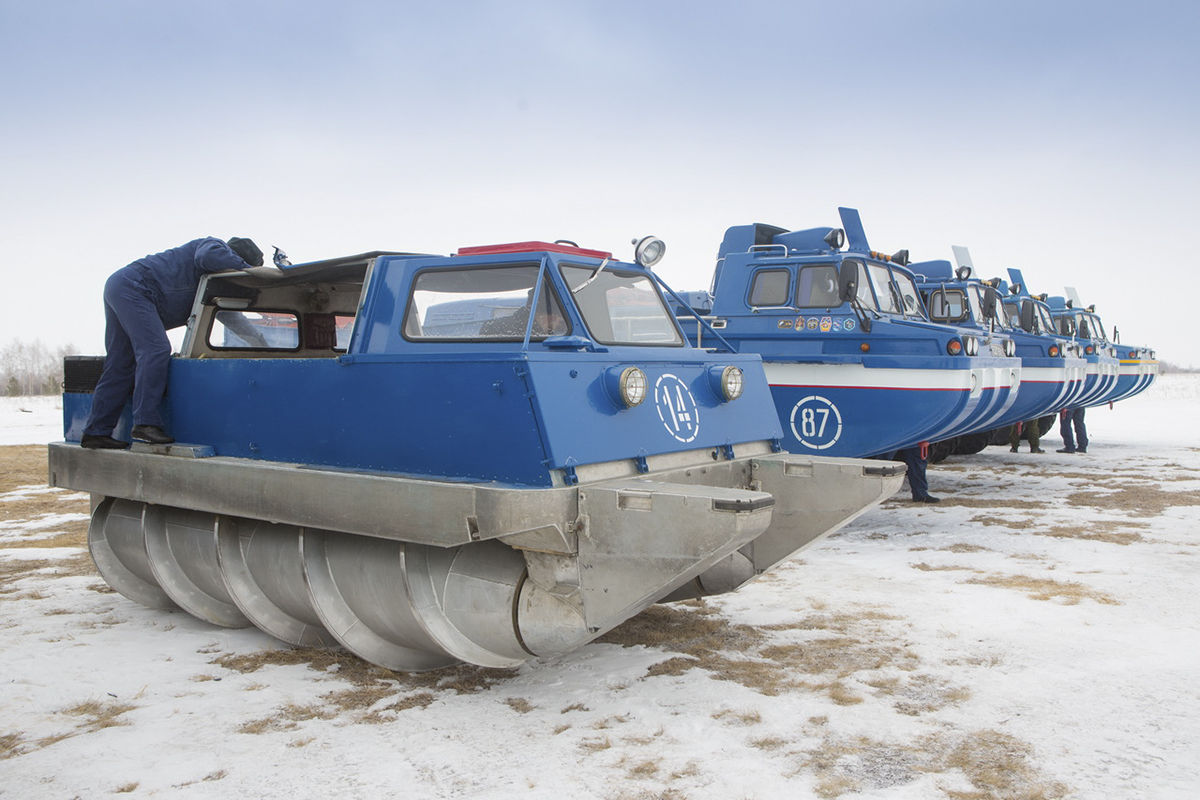
ZIL-29061, en arrière-plan le ZIL-4906

Principe de fonctionnement

Le ZIL-2906 ou ZIL-29061 est un véhicule amphibie tout-terrain de type véhicule à propulsion par vis sans fin et dont l'emploi de la vis sans fin permet de se passer de roues. Il est fabriqué par la compagnie soviétique puis russe ZIL (Zavod Imeni Likhatchiova). Il est spécialement conçu pour les marécages où les véhicules amphibies s'embourbent et où les véhicules chenillés sont bloqués par l'eau.

## Utilisation

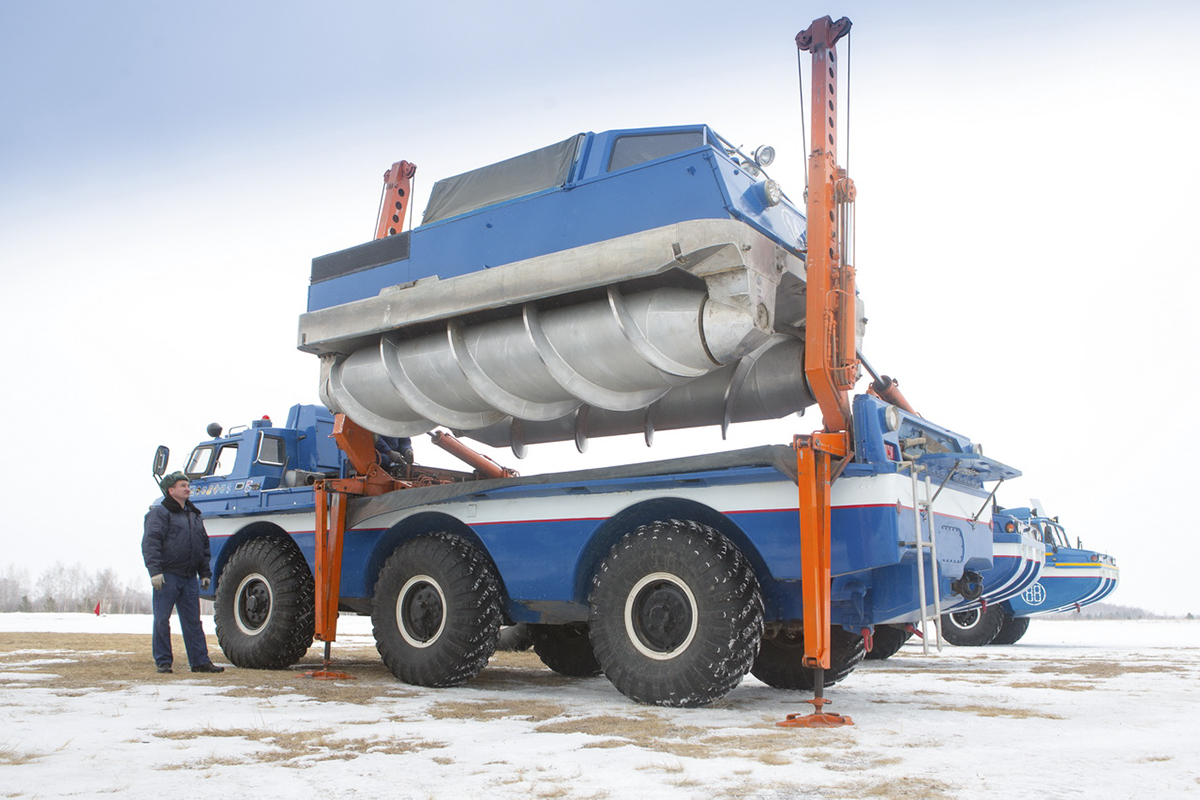
Troupes russes s'exerçant à descendre un ZIL-29061 d'un ZIL-4906

Ce véhicule est prévu pour intégrer le programme spatial Soyouz, sa mission étant de récupérer les capsules de retour dans l'atmosphère sur des terrains impraticables. Il est transporté sur un ZIL-4906 avec une vitesse maximum de 80 km/h, jusqu'à l'apparition d'un terrain impraticable pour celui-ci.

## Historique
L'industrie soviétique a construit le ZIL-2906 à partir de juillet 1975. La version suivante, le ZIL-29061, est construit en série de 1980 à 1991.

## Spécifications
Masse
- 2000 kg

Vitesse maximum
- Eau - 16 km/h
- Marais - 20 km/h
- Neige - 45 km/h

Dimensions
- Longueur - 4900 mm
- Largeur - 2400 mm
- Hauteur - 2200 mm